# Crispino e Crispiniano
Crispino e Crispiniano (m. Soissons, 25 ottobre 286) furono due giovani cristiani che subirono il martirio durante l'impero di Massimiano.

## Agiografia

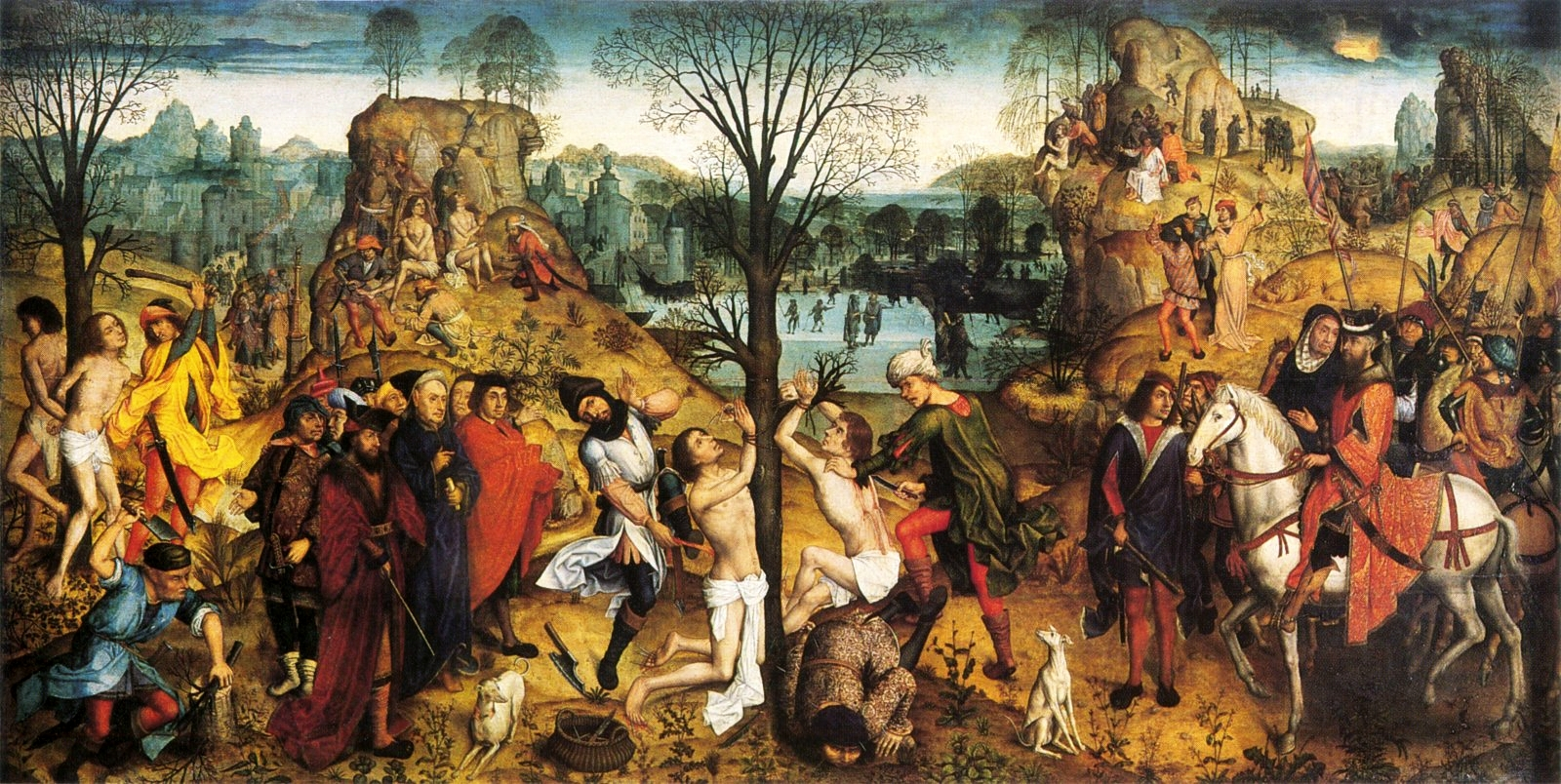
Aert van den Bossche, Il martirio dei santi Crispino e Crispiniano (1494), olio su tavola, Museo di Wilanów, Varsavia

Secondo la tradizione agiografica, erano due giovani cristiani inviati da Roma nella Gallia Belgica come missionari; qui diffondevano il Vangelo e si mantenevano esercitando il mestiere di calzolai. Durante l'impero e le persecuzioni anticristiane ordinate da Massimiano furono arrestati dal prefetto Rizio Varo e, sotto lusinghe, minacce e torture, si provò a far loro rinnegare la fede in Gesù Cristo. In un accesso d'ira per il fallimento, il prefetto Rizio Varo si sarebbe ucciso gettandosi nel fuoco. L'imperatore Massimiano, per vendetta, condannò i due giovani cristiani a morte. 
I loro corpi furono poi nascosti e conservati da alcuni fedeli, che al termine delle persecuzioni, li deposero in due sepolcri vicini, dove poi sorse la basilica a loro dedicata a Soissons. 
Sono titolari dell'antica cattedrale di Soissons (VI secolo).
Pur essendo le vicende della loro vita ricavabili solo da testi agiografici arricchiti da numerosi elementi favolistici, l'antichità e la diffusione del culto dei due martiri sembrano provarne la storicità.
Memoria liturgica il 25 ottobre. Sono patroni dei calzolai, avendo essi stessi svolto questo mestiere, dei conciatori di pelli, di Porto Sant'Elpidio e San Mauro Pascoli.

## La battaglia di Azincourt

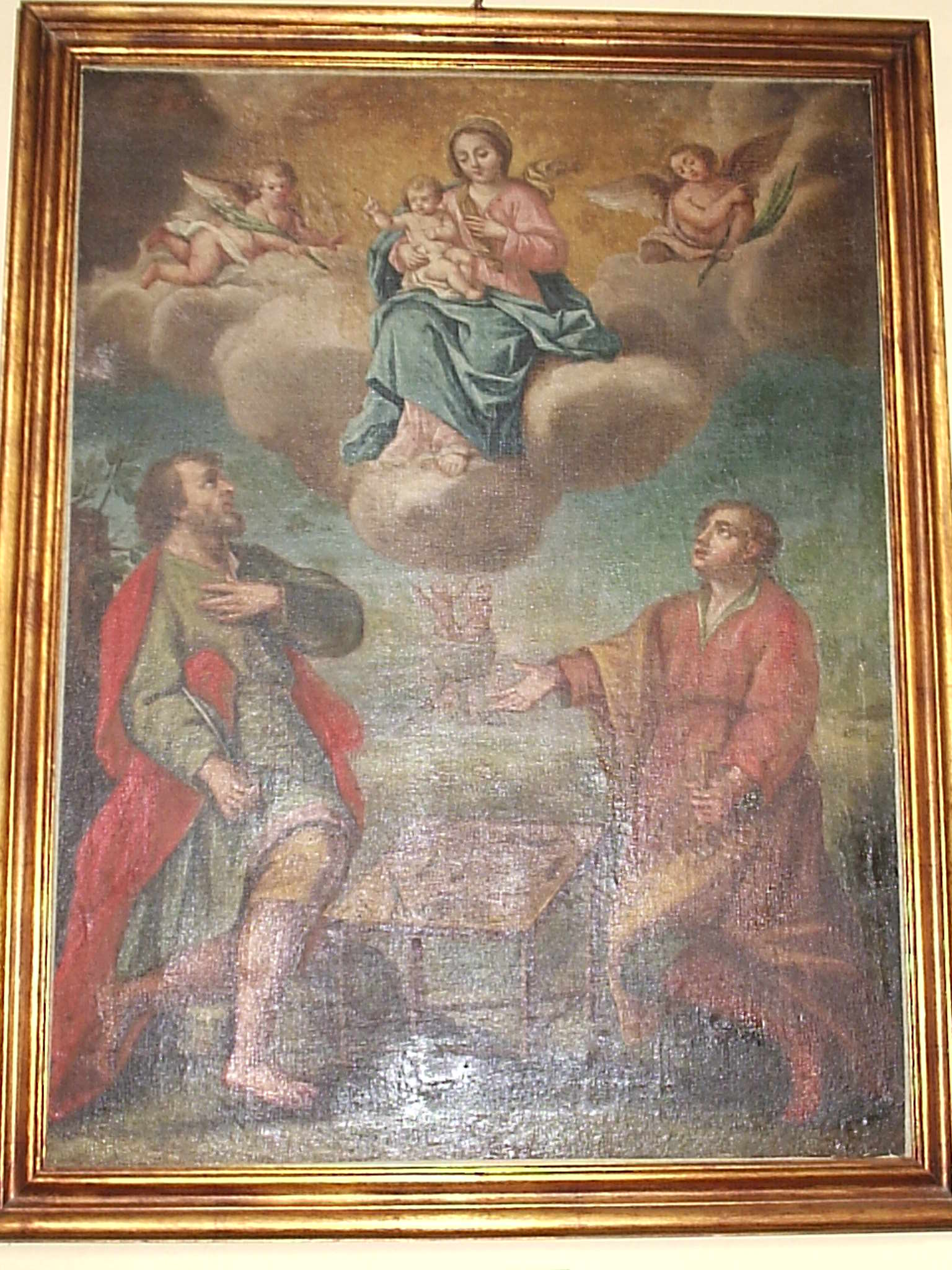
I Santi Crispino e Crispiniano, Olio su tela, XVIII secolo. Nepi (VT) Chiesa di San Giovanni Decollato

Forse il giorno di San Crispino è meglio conosciuto per essere citato da Shakespeare nell'Enrico V (1599), nello specifico dallo stesso re Enrico V nel discorso ai suoi uomini prima della battaglia di Agincourt, avvenuta il 25 ottobre 1415. 
Praised be God, and not our strength, for it!
What is this castle call'd that stands hard by?
MONTJOY:  

They call it Azincourt.
KING HENRY: 

Then call we this the field of Azincourt,
Fought on the day of Crispin Crispianus.»
Sia lodato Dio per questo e non la nostra forza!
Che castello è questo che si erge qui vicino?
MONTJOY:  

Lo chiamano Azincourt.
ENRICO V: 

Chiamiamo dunque questa la battaglia di Azincourt,
combattuta il giorno di Crispino Crispiano.»
(The Life of King Henry V, by William Shakespeare, atto IV, scena VII)